# San Luis Obispo
San Luis Obispo és una població dels Estats Units a l'estat de Califòrnia. Segons el cens del 2000 census tenia 44.174 habitants.

## Demografia
Segons el cens del 2000, San Luis Obispo tenia 44.174 habitants, 18.639 habitatges, i 7.697 famílies. La densitat de població era de 1.600 habitants/km².
Per edats la població es repartia de la següent manera: un 14,2% tenia menys de 18 anys, un 33,6% entre 18 i 24, un 23,7% entre 25 i 44, un 16,5% de 45 a 60 i un 12,1% 65 anys o més.
L'edat mediana era de 26 anys. Per cada 100 dones de 18 o més anys hi havia 106,3 homes.
La renda mediana per habitatge era de 31.926 $ i la renda mediana per família de 56.319 $. Els homes tenien una renda mediana de 41.915 $ mentre que les dones 27.407 $. La renda per capita de la població era de 20.386 $. Entorn del 7,1% de les famílies i el 26,6% de la població estaven per davall del llindar de pobresa.

## Poblacions més properes
El següent diagrama mostra les poblacions més properes.